# Zaharie Blaga
Zaharie Blaga (n. 1867 – d. secolul al XX-lea) a fost învățător și deputat în Marea Adunare Națională de la Alba Iulia, organismul legislativ reprezentativ al „tuturor românilor din Transilvania, Banat și Țara Ungurească”, cel care a adoptat hotărârea privind Unirea Transilvaniei cu România, la 1 decembrie 1918.

## Biografie
Zaharie Blaga a fost cantor docent în Boju, județul Cluj și învățătorul comunei Voșlobeni, județul Harghita între anii 1897-1966. De asemenea, a fost membru în Liga Culturală din 1932 și în Cercul Cultural din 1934, organizate cu scopul de propagandă culturală în Voșlobeni.

## Activitate politică

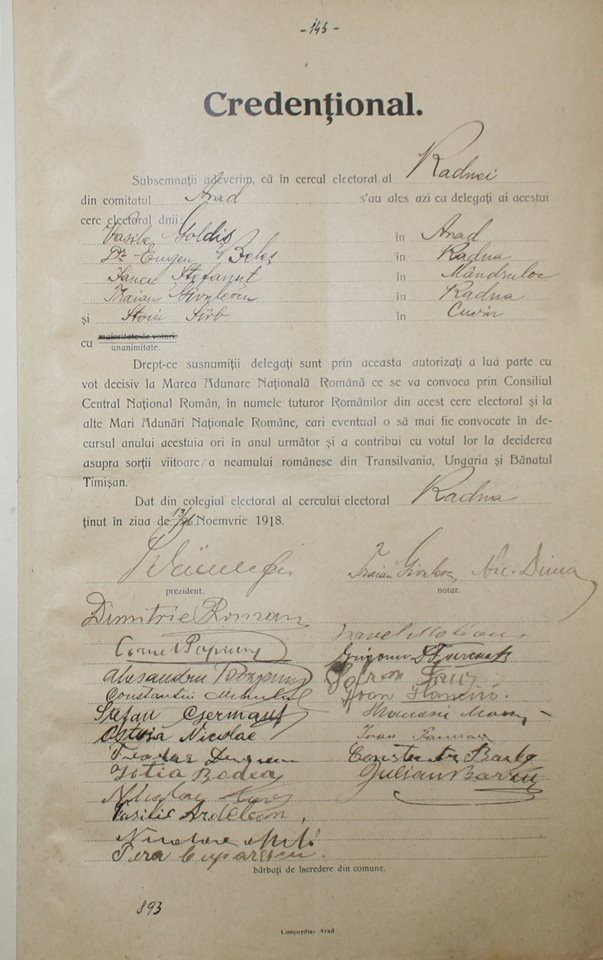
Credențional

A participat la Marea Adunare Națională de la Alba Iulia din 1918 în calitate de delegat titular al Reuniunii Învățătorilor din Districtul Cojocna.